# XXVII. Parteitag der KPdSU

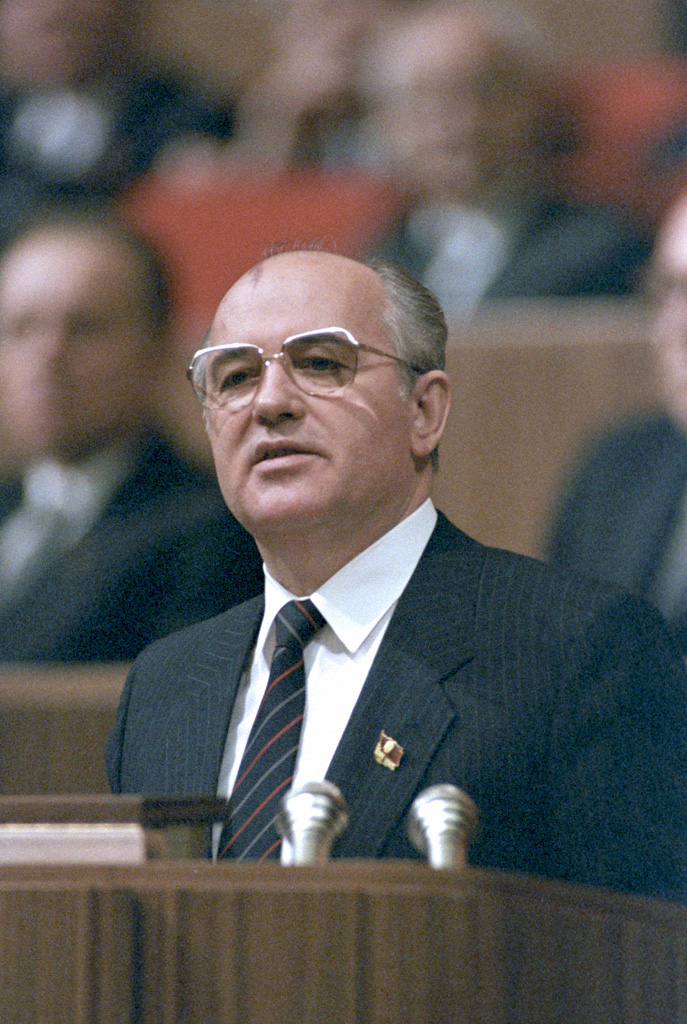
Die Abschlussrede des Generalsekretärs des Zentralkomitees der KPdSU Michael Gorbatschow am 6. März 1986

Der XXVII. Parteitag der KPdSU (russisch XXVII съезд КПСС XXVII sjesd KPSS) war der erste Parteitag der KPdSU, der unter Führung von Michail Gorbatschow im Amt des Generalsekretärs abgehalten wurde. Er fand vom 25. Februar 1986 bis zum 6. März 1986 statt.

## Inhalte
Der Parteitag begann an dem Tag, an dem 30 Jahre zuvor Nikita Chruschtschow seine Geheimrede Über den Personenkult und seine Folgen gehalten hatte. Michail Gorbatschow stellte auf diesem Parteitag sein Reformprogramm Perestroika vor, die unter anderem mittels einer Beschleunigung der sozial-ökonomischen Entwicklung (Uskorenije) erreicht werden sollte. Gorbatschow betonte in diesem Zusammenhang auch die Bedeutung der regionalen Sowjets und des Faktors Mensch für sein Reformprogramm. Der Meinungspluralismus soll, im Vergleich zu vorherigen Parteitagen, auf diesem Parteitag besonders ausgeprägt gewesen sein.